# جیم جاستیس
جیم جاستیس (انگلیسی: Jim Justice؛ زادهٔ ۲۷ آوریل ۱۹۵۱) بیزنس من و سیاستمدار آمریکایی فعال در معدنکاری زغال سنگ و کشاورزی و است که از ژانویه ۲۰۱۷ فرماندار ویرجینیای غربی بوده است. او مالک بیش از ۵۰ شرکت و یکی از معدود میلیاردرهای اهل ویرجینیای غربی است. او در انتخابات سال ۲۰۱۶ به عنوان یک دمکرات، بر نامزد جمهوریخواه پیروز شد. جاستیس در اوت ۲۰۱۷ اعلام کرد قصد دارد عضویت خود را به حزب جمهوریخواه عوض کند.